# Daniela Walkowiak
Daniela Walkowiak-Pilecka (Łąki Wielkie, 23 maggio 1935) è un'ex canoista polacca.

## Palmarès

### Olimpiadi
- 1 medaglia:
  - 1 bronzo (Roma 1960 nel K-1 500 metri)